# Мало варіантів
Мало варіантів (англ. Few Options) — американська кримінальна драма 2011 року.

## Сюжет
Чоловік достроково звільняється з в'язниці і вирішує вести нормальне життя. Але старі дружки знаходять колишнього зека і ставлять свої умови. Чоловік не може не прислухатися до них, інакше друзі загрожують убити його мати.

## У ролях
- Кенні Джонсон — Френк Коннор
- Ерін Деніелс — Хелен
- Девід Марчіано — Расс
- Бред Дуріф — Кріс Пендлер
- Крістіан Стоукс — Майк Колтон
- Рейн Вілсон — кузен Дон
- Сінді Баер — Джилліан
- Майкл Шин — Флорист
- Лора Сан Джакомо — продавець квитків
- Дейтон Каллі — Варден Вінслоу
- Мері Лу Сікор — Марта Коннор
- Метт Мерсер — стільниковий телефон Гай
- Рон Є. Дікінсон — Кук
- Піт Локвуд — людина в офіс
- Менді Амано — Кріссі
- Ніккі Девіс — Джекі
- Вейн «Крещендо» Ворд — вибивала
- Джонні Александр — вибивала 2
- Андреа Софіт — тюремник 1
- Джессі Ескочіа — тюремник 2
- Сукі Ейвері — стриптизерка 1
- Ліна Грін — стриптизерка 2
- Крістіан Кукс — стриптизерка 3
- Адіна Амо — стриптизерка 4
- Клео Хендлер — стриптизерка 5
- Тереза Фрідман — жінка у детективному агентстві
- Дж. Корі Фрідман — чоловік у детективному агентстві
- Дуг Кан — механік